# Místo přidělení: Země
Místo přidělení: Země (v anglickém originále Assignment: Earth) je 26. a zároveň poslední díl druhé řady seriálu Star Trek. Premiéra epizody v USA proběhla 29. března 1968, v České republice 28. března 2003.

## Příběh
Hvězdná loď USS Enterprise NCC-1701 pod vedením kapitána Jamese Tiberius Kirka se nachází poblíž planety Země v roce 1968, kam se přesunula pomocí časového warpu a kde má provádět neinvazivní historický průzkum. Náhle transportér zachytí cizí signál přicházející ze vzdálenosti světelných let.
Na palubě lodi se objevuje muž s černou kočkou ve stylovém obleku obchodníka 60. let 20. století. Představuje se jako kontrolor Gary Seven a naléhá na Kirka, aby jej ihned pustil na Zem, protože musí upravit vývoj dějin tak, aby se lidstvo nezničilo dříve, než se vyvine v mírumilovnou společnost. Kirk o tom pochybuje a nechává Garyho uvěznit. Tomu se ale nakonec daří uprchnout a transportovat se na povrch Země. Gary přichází do kanceláře, kterou měli vést jeho předchůdci, ale nachází pouze mladou asistentku Robertu, která vůbec neví o existenci mimozemských civilizací a myslí si, že kancelář pracuje na nové encyklopedii. Seven se zajímá o právě vypouštěnou raketu s nukleární hlavicí a vydává se do raketové základny McKinley, kde potřebuje upravit samotnou raketu. To se mu nakonec daří, zatímco Kirk a Spock jsou zatčeni ochrankou základny.
I když Seven nedokončil modifikaci úplně, je schopen řídit raketu z počítače v jeho kanceláři. Když raketa změní směr, svět je zděšen a řízení provozu se snaží jí opět usměrnit. Roberta je přesvědčena, že Seven jí lhal a je naopak záškodník, který má zlé úmysly vůči Spojeným státům. Mezitím se Kirk se Spockem osvobozují a transportují zpět do kanceláře, kde se Seven snaží Robertě vysvětlit, že jí nelže a snaží se pomoci. Ukazuje se, že jeho úkolem je nechat raketu explodovat ve výšce přes 100 mil od povrchu a tím vystrašit svět natolik, aby upustil od dalších pokusů. Když zbývá pár sekund a Spock není schopen převzít řízení rakety, Kirk svoluje, aby Seven udělal co musí. Raketa tak exploduje ve výšce 104 mil na zemí. Gary poté ve své zprávě uvádí, že i přes zásah Enterprise z budoucnosti se úkol zdařil. Spock s Kirkem jej opravují, že oni nezasáhli do vývoje, ale byli jeho součástí, jak uvádí jejich historické záznamy. Gary se ptá, co dále uvádí jejich záznamy, ale Spock a Kirk odmítnout odpovědět.
Spock jenom dodává že jeho a Robertu Lincolnovou čeká pár zajímavých zážitků a vzpomínek. Poté se transportují zpět na Enterprise, která opouští orbitu Země.